# Dumitru Antonescu
Dumitru Antonescu (25 maart 1945 – 25 april 2016) was een Roemeens voetballer.

## Carrière
Antonescu speelde in zijn jeugdjaren voor Electrica Constanța en Steaua Boekarest. In 1966 maakte hij zijn professioneel debuut voor FC Farul Constanța, waarvoor hij zijn gehele carrière zou spelen.
Antonescu kwam dertienmaal uit voor het Roemeens voetbalelftal.
Hij overleed in 2016 op 71-jarige leeftijd.

## Statistieken
| Seizoen | Club               | Land     | Competitie | Wedstrijden | Doelpunten |
| ------- | ------------------ | -------- | ---------- | ----------- | ---------- |
| 1966/83 | FC Farul Constanța | Roemenië | Liga 1     | 390         | 12         |
|         |                    |          | Totaal     | 390         | 12         |